# Биссингер, Джон
Джон Фредерик Биссингер младший (англ. John Frederick Bissinger, Jr.; 7 января 1879, Нью-Йорк, Нью-Йорк — 20 января 1941, Нью-Йорк, Нью-Йорк) — американский гимнаст и легкоатлет, серебряный призёр летних Олимпийских игр 1904 года.
На Играх 1904 года в Сент-Луисе в гимнастике Биссингер участвовал в трёх дисциплинах. Он стал вторым в командном первенстве и выиграл серебряную медаль. Также он занял 8-ю позицию в личном первенстве и 14-ю в первенстве на 9 снарядах.
В лёгкой атлетике Биссингер соревновался только в троеборье, в котором он занял пятое место.